# Ilse Arndt
Ilse Arndt, geborene Löwenberg, in erster Ehe Ilse Nußbaum (geb. 5. Februar 1913 in Lünen; gest. 5. Januar 2003 in Köln) war eine jüdische Zeitzeugin der Judenverfolgung in der Zeit des Nationalsozialismus. Sie überlebte unter anderem die Deportation in das Konzentrationslager Auschwitz, wo sie im Rahmen der nationalsozialistischen „Menschenversuche“ von dem KZ-Arzt Carl Clauberg zwangssterilisiert wurde, einen Todesmarsch sowie die Inhaftierung in den Konzentrationslagern Ravensbrück und Neustadt-Glewe. Ihr späterer Zeitzeugenbericht wurde in der israelischen Gedenkstätte Yad Vashem als Geschichtsquelle archiviert.

## Leben

### Kindheit und Jugend
Ilse Arndt, geborene Löwenberg kam als Tochter der Eheleute Willy Löwenberg und Henriette Löwenberg, geborene Lichtenfels, im westfälischen Lünen auf die Welt. Ihr Vater war Metzgermeister. Die Familie hatte eine eigene Metzgerei und besaß eigenes Vieh. Ilse hatte einen um ein Jahr jüngeren Bruder namens Helmut. Im Dezember 1916, als Ilse knapp vier Jahre alt war, verstarb ihre Mutter. Ihr Vater verheiratete sich wieder, seine zweite Frau Martha, geborene Scholem, stammte aus Hohensalza. „Wir gehörten der jüdischen Glaubensgemeinschaft an, hielten die religiösen Feiertage ein, waren aber nicht streng gläubig“, berichtete Ilse Arndt später.
1921 übersiedelte die Familie Löwenberg nach Berlin, wo Verwandte von Ilse Löwenbergs Stiefmutter lebten. Ilses Vater eröffnete auf dem Berliner Zentralviehhof ein „Rinder-Engros-Geschäft“. Die Familie Löwenberg wohnte im Bezirk Prenzlauer Berg. Ilse Löwenberg besuchte dort die Grundschule und später die höhere Töchterschule bis zu ihrem 14. Lebensjahr. Da ihre Stiefmutter erblindete, musste Ilse die höhere Töchterschule verlassen, um die anfallenden Arbeiten im elterlichen Haushalt zu übernehmen. Mit 17 Jahren begann Ilse Löwenberg eine Metzgerlehre, die sie erfolgreich abschloss. Ilse Löwenberg arbeitete anschließend in der Lebensmittelbranche.
Im Jahr 1937 waren die totalitären Gesetze des Nationalsozialismus schon so fest verwurzelt, dass Ilse Löwenberg nur eine Anstellung als Putzhilfe im Café Engländer in Berlin-Schöneberg fand, das von jüdischen Besitzern betrieben wurde. Dort konnte sie jedoch bald in allen Arbeitsbereichen von Küche und Konditorei mitwirken. Das Café wurde in der Reichspogromnacht vom 9. auf den 10. November 1938 von den Nationalsozialisten zerstört.

### Erste Verhaftung wegen „Rassenschande“
Ilse Löwenberg war mit einem Mann verlobt, der als so genannter „Staatsangehöriger deutschen oder artverwandten Blutes“ nach den Nürnberger Rassegesetzen keine Jüdin ehelichen durfte. Anfang 1938 – einen Tag vor ihrem 25. Geburtstag – wurden ihr Verlobter und sie wegen Rassenschande inhaftiert. Ihr Verlobter wurde zu eineinhalb Jahren Haft verurteilt. Ilse erhielt eine – im Gesetz eigentlich nicht vorgesehene – Strafe von sieben Monaten Gefängnis. Sie musste während ihrer Haftzeit schwere körperliche Arbeiten verrichten. Ihr Vater wurde aufgrund ihrer Verurteilung und Inhaftierung depressiv. Er wurde in die Nervenheilanstalt Berlin-Buch eingeliefert, wo er noch am selben Tag verstarb. Ilse Arndt vermutete später, dass er dort getötet wurde.
Sie selbst wurde kurz nach der Beerdigung ihres Vaters aus der Haft entlassen und kam zunächst bei Bekannten unter, an die sie sich gewandt hatte, weil sie Vorwürfe ihrer Stiefmutter wegen ihrer Verlobung fürchtete. Ihr Bruder wurde ebenfalls wegen der Verlobung mit einer sogenannten „Arierin“ verhaftet, konnte aber später nach England entkommen und kehrte nicht mehr nach Deutschland zurück.
1941 wurde ihre Stiefmutter verhaftet und nach Riga deportiert, wo die ersten Massenerschießungen stattfanden; ihre Spur verliert sich dort.

### Zwangsarbeit und Deportation nach Auschwitz

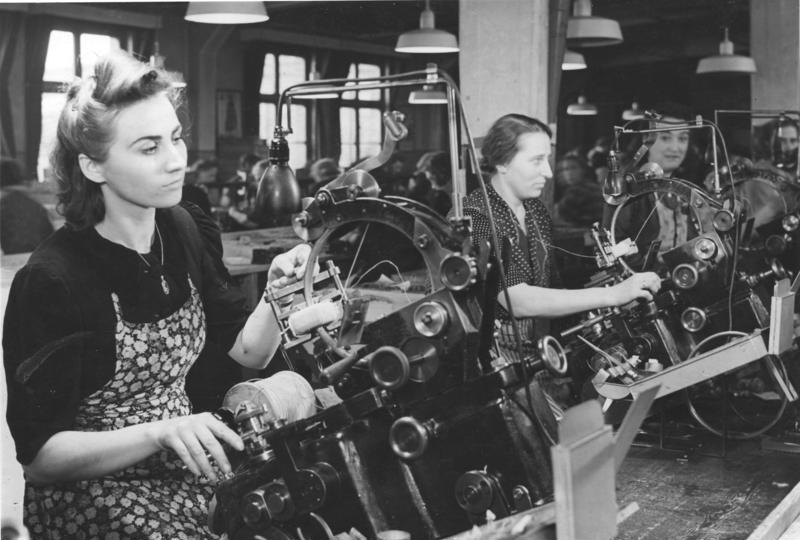
Zwangsarbeiterinnen in einem Siemens-Werk in Berlin (1943)

Ilse Löwenberg wurde 1941 zur Zwangsarbeit bei der Firma Siemens in Berlin verpflichtet, wo sie bei der Wicklung von Motoren Schichtarbeit leisten musste. 1941 heiratete sie Leopold Nußbaum, der in Berlin-Schöneberg ein Feinkostgeschäft besessen hatte und als Jude ebenfalls Zwangsarbeit verrichten musste.
Beide wurden am 7. Januar 1943 verhaftet und waren in verschiedenen Gefängnissen unter sehr schlechten Bedingungen inhaftiert. Leopold Nußbaum wurde bald darauf nach Auschwitz deportiert und dort ermordet. Ilse Nußbaum wurde zuletzt in Berlin ungefähr vier Wochen im Sammellager der Großen Hamburger Straße inhaftiert und dann mit der Bahn ebenfalls nach Auschwitz deportiert. Später berichtete sie über diese Fahrt: „Es gab nichts zu essen oder zu trinken, die Notdurft wurde in Eimern verrichtet und es gab Auseinandersetzungen um einen Sitzplatz auf dem Boden des überfüllten Viehwaggons. Durch Schlitze in den Türen konnten wir hinaussehen, auf den Bahnhöfen, die wir passierten, gab es Menschen, die mit ihren Händen Würgegriffe andeuteten, was wohl ein Hinweis auf das uns bevorstehende Schicksal sein sollte.“ Die Menschen in den Waggons wussten, dass der Zug nach Auschwitz fährt; Gerüchte gingen um, was dort passieren würde.
Ilse Nußbaum selbst hatte bereits ein halbes Jahr vor ihrer Verhaftung davon erfahren, dass Juden in Auschwitz vergast würden, aber nicht daran geglaubt.

### Ankunft und Überleben in Auschwitz

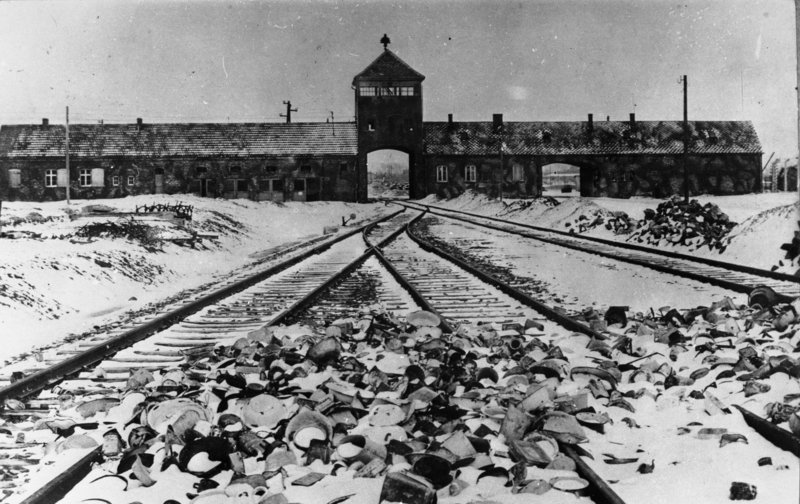
Foto vom Torhaus des KZ Auschwitz-Birkenau (1945). Aufnahme Stanisław Mucha

In Auschwitz angekommen, wurden alle Häftlinge aus den Waggons herausgeholt und mussten sich, nach Geschlechtern getrennt, in verschiedenen Gruppen aufstellen: Männer, Frauen, Frauen mit Kindern unter 16 Jahren. Sie wurden dann von KZ-Ärzten selektiert, und die nicht als arbeitsfähig angesehenen Männer und Frauen sowie zum Teil die Frauen und die Kinder sogleich in den Gaskammern des KZs ermordet.
Die als arbeitsfähig eingestuften Frauen wurden teils einer besonderen Selektion unterzogen. Dabei wurde Ilse Nußbaum durch den SS-Standortarzt des KZ Auschwitz, Eduard Wirths, für „Menschenversuche“ ausgewählt. Zusammen mit ca. 100 weiteren für solche Versuche selektierten Frauen kam sie in den Block 10 des Stammlagers.
Alsbald mussten diese Frauen KZ-Häftlingskleidung anziehen, und ihnen wurde eine „Häftlingsnummer“ in den linken Unterarm eintätowiert. Arndt erhielt die Häftlingsnummer 47.579. Außerdem wurde den Frauen der Kopf kahl geschoren. Nach Einlieferung der Frauen in den Block 10 blieb deren monatliche Regelblutung schlagartig aus. Ilse Arndt vermutete deshalb später, man habe ihnen Brom ins Essen gegeben: „Das konnten wir riechen und schmecken“.
Solche Experimente mit Bromiden im Essen bei weiblichen Häftlingen sind auch aus dem KZ Ravensbrück bekannt.
Wegen des besonderen „Verwendungszwecks“ durften die weiblichen Häftlinge des Blocks 10 weder geschlagen noch schikaniert werden, wurden aber dennoch von den Aufseherinnen grob behandelt. Von Block 10 aus konnte Ilse Nußbaum die Exekutionen beim Nachbarblock 11, dem Bunkerblock mit der Schwarzen Wand, vor der die Erschießungen stattfanden, heimlich beobachten. Auch wurde sie mit den anderen gezwungen, Erhängungen junger Frauen beizuwohnen, die versucht hatten, „Munition zu schmuggeln, um damit die Krematorien zu sprengen“.
Im Rahmen der „Menschenversuche“ wurde Ilse Nußbaum von dem Gynäkologen und SS-Arzt Professor Carl Clauberg zwangssterilisiert. Auch bei ihren Mithäftlingen wurden entsprechende Versuche vorgenommen. Clauberg führte in größerem Umfang Sterilisationsversuche an Frauen durch und kam durch Vermittlung von Reichsführer SS Heinrich Himmler deshalb im August 1942 nach Auschwitz-Birkenau. Die Versuche sollten der Vorbereitung von Maßnahmen der „negativen Demographie“ bei den „Ostvölkern“ dienen, wobei Himmler die Clauberg-Methode zur Liquidierung des polnischen und tschechischen Volkes anwenden wollte.

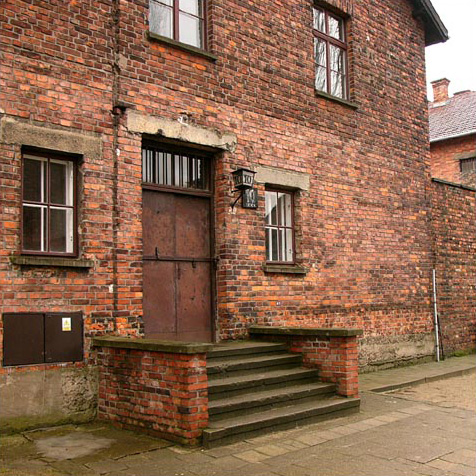
Der Block 10 im KZ Auschwitz I (Stammlager) (2008)

Im April 1943 wurde Clauberg für seine „Experimente“ der Block 10 im Stammlager zugewiesen, aus dem sich auch der „Euthanasie“-Tötungsarzt Horst Schumann, der die Möglichkeiten einer Massensterilisation durch Röntgenstrahlen erprobte, ebenfalls mit Versuchspersonen bediente. In den zwei Sälen im Obergeschoss dieses Blocks waren einige hundert Jüdinnen aus verschiedenen Ländern untergebracht. Die „Menschenversuche“ von Carl Clauberg und weiteren KZ-Ärzten fanden im Erdgeschoss statt, Horst Schumann bestrahlte seine Opfer in Block 30 im nahen Auschwitz-Birkenau. Clauberg erarbeitete eine Methode zur operationslosen Massensterilisierung, bei der ein für diese Zwecke speziell präpariertes chemisches Mittel (eine Formalinlösung) in die Eileiter injiziert wurde, das deren starke Entzündung zur Folge hatte. Die Eierstöcke der Frauen wuchsen durch die Entzündung zusammen und waren nach einigen Wochen verstopft, womit in nahezu allen Fällen Unfruchtbarkeit eintrat. Einige Frauen verstarben infolge der „Experimente“, andere wurden getötet, um Sektionen der Leichen vorzunehmen. Claubergs Vorgehen galt im Lager als brutal, da die Injektionen ohne Betäubung stattfanden und das verwendete Mittel eine ätzende Wirkung hatte. Zwangssterilisationen führte Clauberg in Auschwitz und später im KZ Ravensbrück durch. Die genaue Zahl ist nicht bekannt. Frühere Schätzungen liegen bei etwa 700.
Nach Ilse Arndts Erleben und ihrer späteren Einschätzung waren die „Versuche, die [zeitgleich] an griechischen Jüdinnen vorgenommen wurden, […] die grausamsten. […] Die Sterblichkeit unter den Versuchspersonen war sehr hoch, die unter den Griechinnen am höchsten“. Als Leiter dieser Versuche nennt Ilse Arndt irrtümlicherweise den SS-Lagerarzt Josef Mengele. Tatsächlich handelte es sich um Horst Schumann, der Frauen aus Block 10 (sowie aus Blöcken in Auschwitz-Birkenau) und Männer mit Hilfe von Röntgenstrahlen sterilisierte und die für richtig gehaltene Dosierung im Versuch ausprobierte.

### Todesmarsch, weitere Lageraufenthalte
Am 18. Januar 1945, als sich die Rote Armee Auschwitz näherte, wurde das Lager aufgegeben und Ilse Nußbaum zusammen mit den anderen Häftlingen zu einem Todesmarsch mit unbekanntem Ziel gezwungen. Die Häftlinge mussten ohne Winterkleidung, ohne festes Schuhwerk und unterernährt in Sechserreihen marschieren, berichtete sie später. Sie wurden „auf jeder Seite von SS-Männern bewacht. Es gab nichts zu essen und nichts zu trinken. Häftlinge, die nicht weiterkonnten, wurden von den SS-Männern mit einem Genickschuss getötet.“
Ilse Nußbaum erreichte mit weiteren Überlebenden Loslau, von wo sie „mit offenen Waggons in der Winterkälte zum KZ Ravensbrück gebracht wurden. Unterwegs hielt der Zug mehrere Male an, und die Körper der Erfrorenen oder Verhungerten wurden achtlos vom Zug geworfen.“ Nur kurze Zeit blieb sie in Ravensbrück und wurde dann in das Lager Neustadt-Glewe nach Mecklenburg verbracht. Dort erkrankte sie an Typhus, überstand aber die Krankheit, obwohl sie „fast nichts zu essen erhielt“.

### Befreiung durch die Sowjetische Armee und Rückkehr nach Berlin
Am 30. April 1945 wurden die Häftlinge in Neustadt-Glewe in den Baracken eingeschlossen, und das Bewachungspersonal floh. Am 2. Mai 1945 erreichte die Rote Armee das Lager und befreite die Insassen. Ilse Nußbaum ging zur nächsten Bahnstation und kehrte auf einem offenen Zug ins vollkommen zerstörte Charlottenburg zurück. Zu dieser Zeit wog sie noch 75 Pfund – vor ihrer Verhaftung hatte sie 115 Pfund gewogen.
Das restliche Leben von Ilse Nußbaum verlief normal, sie heiratete erneut und führte fortan den Nachnamen Arndt. Zunächst lebte Ilse Arndt wieder in Berlin und nach ihrer Scheidung 1955 viele Jahre in Köln, wo sie mit ihrer „Freundin und Leidensgefährtin“ Ruth Friedhoff, mit der sie verschiedene Lager durchlebt hatte, gemeinsam eine Gaststätte betrieb. Sie hielt Kontakt mit weiteren überlebenden Mithäftlingen aus dem Block 10 in Auschwitz, wie Erna Fleig, Erna Hoffmann und Marga Tonn. Ilse Arndt starb 2003 einen Monat vor ihrem 90. Geburtstag. Ihre Grabstätte befindet sich auf dem Jüdischen Friedhof Köln-Bocklemünd.

## Zitat
„Neben den schweren körperlichen Schäden stehen die erheblich schwereren seelischen Schäden, die wir durch die Experimente erlitten haben. […] da wir nach der Befreiung durchaus in einem Alter waren, in dem wir, wenn wir nicht von Clauberg sterilisiert worden wären, hätten Kinder bekommen können. Die seelische Belastung stellt hierbei neben der körperlichen eine grausame Bedeutung dar, ganz besonders aber dann, wenn an uns das Problem der Heirat herangetragen wurde.“

## Aufarbeitung und Bedeutung

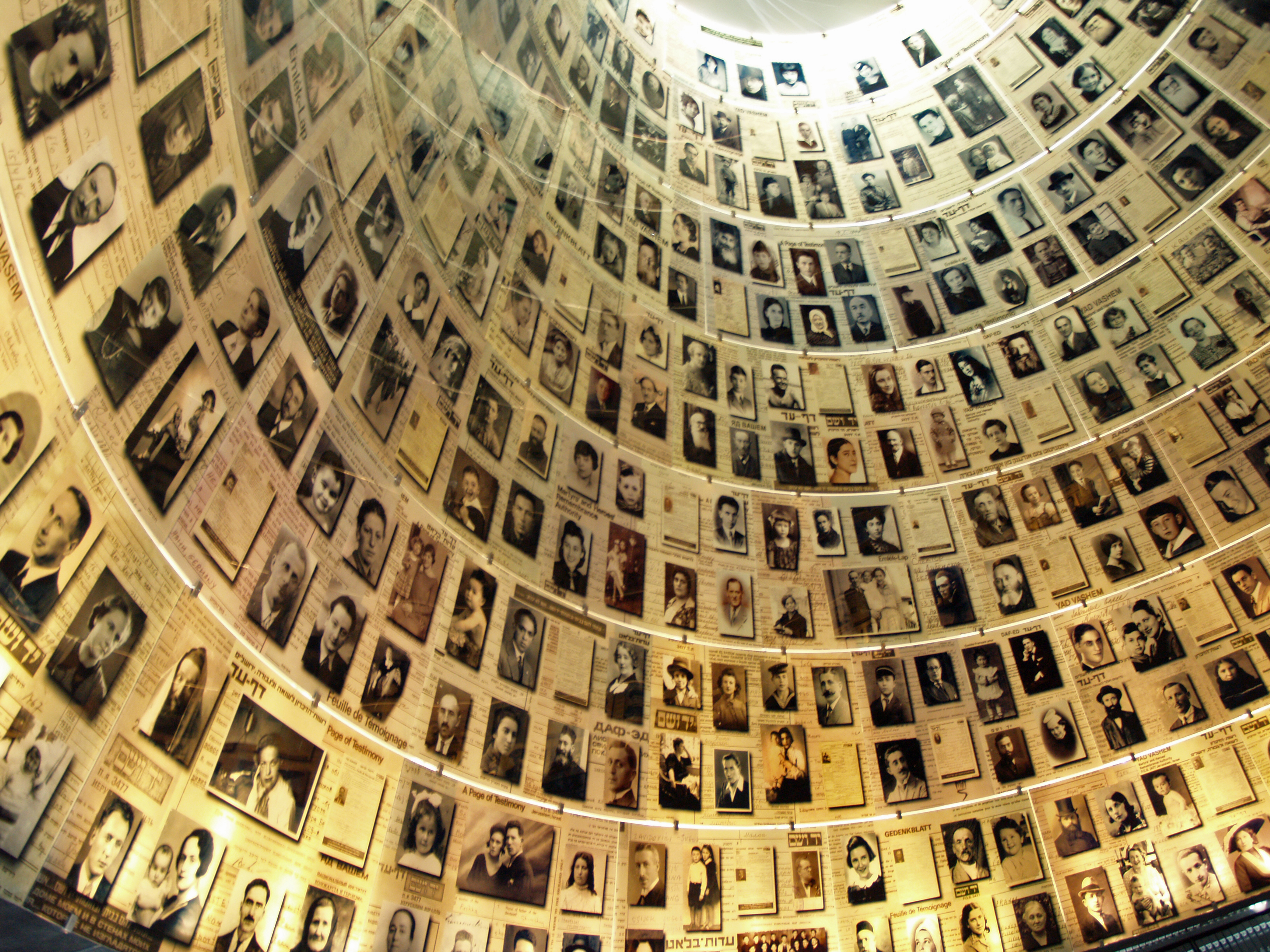
Die Halle der Namen in der Gedenkstätte Yad Vashem (2007)

Ilse Arndt gehörte zu den überlebenden Häftlingen im KZ Auschwitz, die die dortige Durchführung von Zwangssterilisationen an weiblichen Häftlingen bezeugen konnten. Unter anderem gab sie 1995 einen schriftlichen Bericht über ihr Schicksal ab, der als Zeitzeugen-Dokument auch in Yad Vashem archiviert ist. 1997 wurde sie von Michael Kühntopf für die Shoah Foundation interviewt; das Interview wurde gefilmt und gehört zum weltweit verfügbaren Archivbestand des Visual History Archive. Einzelheiten zu Ilse Arndt finden sich auch in einem Buch, das den Block 10 in Auschwitz aus der Perspektive der betroffenen jüdischen Frauen dokumentiert. Sie wird dort unter ihrem damaligen Lagernamen Ilse Nußbaum erwähnt.